# Wahoo McDaniel
Edward „Wahoo“ McDaniel (* 19. Juni 1938 in Bernice, Oklahoma; † 18. April 2002 in Houston, Texas) war ein US-amerikanischer American-Football-Spieler und Wrestler indianischer Abstammung. McDaniel war in beiden Karrieren erfolgreich.

## Herkunft
Edward McDaniel stammt aus dem Volk der Chickasaw. Er wurde 1938 in Bernice, Oklahoma, geboren, sein Vater war Wanderarbeiter auf den Ölfeldern des Mittelwestens, der sich nach einigen Jahren in Midland (Texas) niederließ. Der junge „Wahoo“, der diesen Namen nach seinem Vater erhielt, der als „Big Wahoo“ bekannt war, besuchte dort die Schule und erhielt sein erstes American-Football-Training. Einer seiner Trainer als Kind war der spätere Präsident George H. W. Bush. Obwohl McDaniel ein problematischer Jugendlicher war, wurde er aufgrund seiner footballerischen Fähigkeiten an der University of Oklahoma aufgenommen. Trotz einer Verletzung im letzten Jahr und dem Umstand, dass er Kurse schwänzte und nach Spielen gelegentlich beim Trinken erwischt wurde, wurde er zu einem der besten Spieler des Universitätsteams.

## Karriere

### American Football
1960 wechselte Wahoo McDaniel als Free Agent zum American-Football-League-Team Houston Oilers. Mit dieser Mannschaft gewann er als Linebacker mit der Rückennummer 54 im gleichen Jahr die Meisterschaft der AFL. Von 1961 bis 1963 spielte er für die Denver Broncos, bevor er zur Saison 1964 zu den New York Jets wechselte. Während dieser Zeit gelang ihm in einem Spiel gegen die Denver Broncos 23 Tackles in einem einzigen Spiel. 1966 wählten ihn die neugegründeten Miami Dolphins für ihr Team. Während der Saison 1968 gaben ihn die Dolphins an die San Diego Chargers ab, nachdem McDaniel in einem Wortwechsel zwei Polizeibeamten angegriffen hatte. McDaniel spielte kein Spiel für die Chargers, sondern wechselte ganz in das Wrestling-Geschäft.

### Wrestling
Da die Gehälter im American Football in den 60er Jahren niedrig waren, traten viele Footballprofis außerhalb der Saisons als Berufswrestler auf. Wahoo McDaniel begann bereits in seiner Zeit bei den Houston Oilers, für Dory Funk in den Ring zu steigen, während seiner Zeit bei den Jets stand er bei Vincent J. McMahons WWWF unter Vertrag. 1966, während er bei den Miami Dolphins spielte, gewann er mit Jose Lothario seinen ersten Wrestling-Titel, die „NWA World Tag Team Championship (Florida Version)“, musste den Titel aber niederlegen, da die Dolphins ihm das Wrestling untersagten.
Nach dem Ende seiner Karriere als Footballer war er bis 1996 als Wrestler in verschiedenen Wrestling-Promotionen aktiv. McDaniel trat anfangs für National-Wrestling-Alliance-Promotionen an und war einer der wichtigsten Konkurrenten von Dory Funk sr. um den World Heavyweight Titel dieser Promotion. Anschließend wechselte er zur American Wrestling Association, wo er eine sehr publikumswirksame Fehde mit „Superstar“ Billy Graham hatte. Seine nächste Station war wieder in der NWA bei Mid-Atlantic Championship Wrestling, wo er von Johnny Valentine den wichtigsten Einzeltitel der Promotion übernahm.
Nachdem Valentines Karriere durch einen Flugzeugabsturz beendet wurde, setzte die Promotion McDaniel ein aufstrebendes Talent namens Ric Flair, als Fehdegegner entgegen. Die Fehde zwischen Flair und McDaniel, in deren Verlauf der Titel mehrfach wechselte, zog große Publikumsmassen an und war der entscheidende Schub für Flairs Karriere. Nach dem Auslaufen dieser Fehde 1977 wurde McDaniel erneut zum Fehdegegner eines aufstrebenden Nachwuchswrestlers, diesmal des Sohnes von Johnny Valentine, Greg Valentine. Die Fehde wurde mit einem gespielten Angriff Valentines eingeleitet, bei dem vorgeblich McDaniels Bein gebrochen wurde. Wenig später durfte Valentine von McDaniels dessen Titel gewinnen. Wieder wechselte der Titel jeweils nach ein paar Monaten, bevor McDaniels ihn am 2. April 1978 letztmals übernahm. Für die damalige Zeit schnell verlor er den Titel bereits eine Woche später an Ken Patera, einen ehemaligen Olympiateilnehmer im Gewichtheben. Während der Zeit, in der McDaniel bei Mid-Atlantic unter Vertrag stand, trat er häufig auch bei anderen Promotionen als Gast an. Er hatte Titelmatches gegen den NWA World Champion Harley Race wie auch gegen den AWA World Champion Nick Bockwinkel und trat in Japan gegen die dortigen Stars wie Giant Baba oder Antonio Inoki an. 1976 kürte ihn die unabhängige Wrestling-Zeitschrift Pro Wrestling Illustrated zum „Beliebtesten Wrestler des Jahres“.
In den 1980er Jahren setzte sich McDaniels Karriere ähnlich fort. Er kämpfte gegen alle bekannten Wrestler, die in der NWA zu dieser Zeit unter Vertrag waren, gewöhnlich ging es in seinen Fehden immer um die Titel der NWA-Promotionen. Unter den Fehden waren welche gegen „Rowdy“ Roddy Piper, Abdullah the Butcher, Sgt. Slaughter und wiederum Ric Flair. Mit dem Einsetzen des Fernsehzeitalters im Wrestling war McDaniel regelmäßig Kämpfer bei Pay-per-View-Events und anderen Großveranstaltungen. Ein Kampf um den NWA National Heavyweight Champion-Gürtel zwischen McDaniel und Tully Blanchard zog 11.000 Zuschauer in das damit ausverkaufte The Forum, die Spielstätte eines National-Hockey-League-Teams.
Nach 1986 trat McDaniel hauptsächlich für die AWA und die puerto-ricanische World Wrestling Council an. In der AWA war er stets Herausforderer um deren Titelgürtel. 1989 beendete er zeitweilig seine Karriere wegen einer angeblichen Augenverletzung, kehrte aber im Folgejahr zurück und trat noch einige Jahre in unabhängigen Promotionen auf, oft gegen Ivan Koloff, mit dem er bereits in den 1970ern im Ring gestanden hatte.
1993 trat er mit anderen Wrestlern der Vergangenheit beim Pay-Per-View Slamboree der World Championship Wrestling auf, im Folgejahr hatte er einen Gastauftritt bei deren Konkurrenten World Wrestling Federation. McDaniel ehrte zusammen mit Chief Jay Strongbow, einer anderen Wrestlinglegende, die allerdings im Gegensatz zu McDaniel nur laut Storyline Indianer war, das aufstrebende Talent Tatanka, einen Lumbee-Indianer, als den gemeinsamen legitimen Nachfolger. McDaniel, der bereits 1995 in die WCW Hall of Fame eingeführt worden war, beendete seine eigene Karriere 1996 und ließ sich in Houston nieder. Er starb 2002 an den Komplikationen seines Diabetes.

## Titel

### American Football
- AFL Champion mit den Houston Oilers 1960

### Wrestling (Auswahl)
- - NWA Florida Heavyweight Championship
  - NWA Florida Southern Heavyweight Championship (2×)
  - NWA Florida Television Championship
  - NWA Florida United States Tag Team Championship mit Billy Jack Haynes
  - NWA Florida World Tag Team Championship (Florida version) (2×) – mit Jose Lothario
  - NWA Georgia Heavyweight Championship (2×)
  - NWA Georgia Tag Team Championship – mit Tommy Rich
  - NWA National Heavyweight Championship
  - NWA Mid-Atlantic Heavyweight Championship (5 ×)
  - NWA United States Heavyweight Championship (5 ×)
  - NWA World Tag Team Championship (Mid Atlantic version) (4 ×) – mit Mark Youngblood (2×), Rufus R. Jones (1×), und Paul Jones (1)

- WCW Hall of Fame 1995
- WWE Hall of Fame 2019